# متروی خیابان دوم
متروی خیابان دوم (انگلیسی: Second Avenue Subway) یکی از خط‌های متروی نیویورک سیتی در بخش منهتن است.
این خط که در سال ۲۰۱۷ تأسیس شده دارای ۳ ایستگاه و ۱۳٫۷ کیلومتر طول است.

## نگارخانه

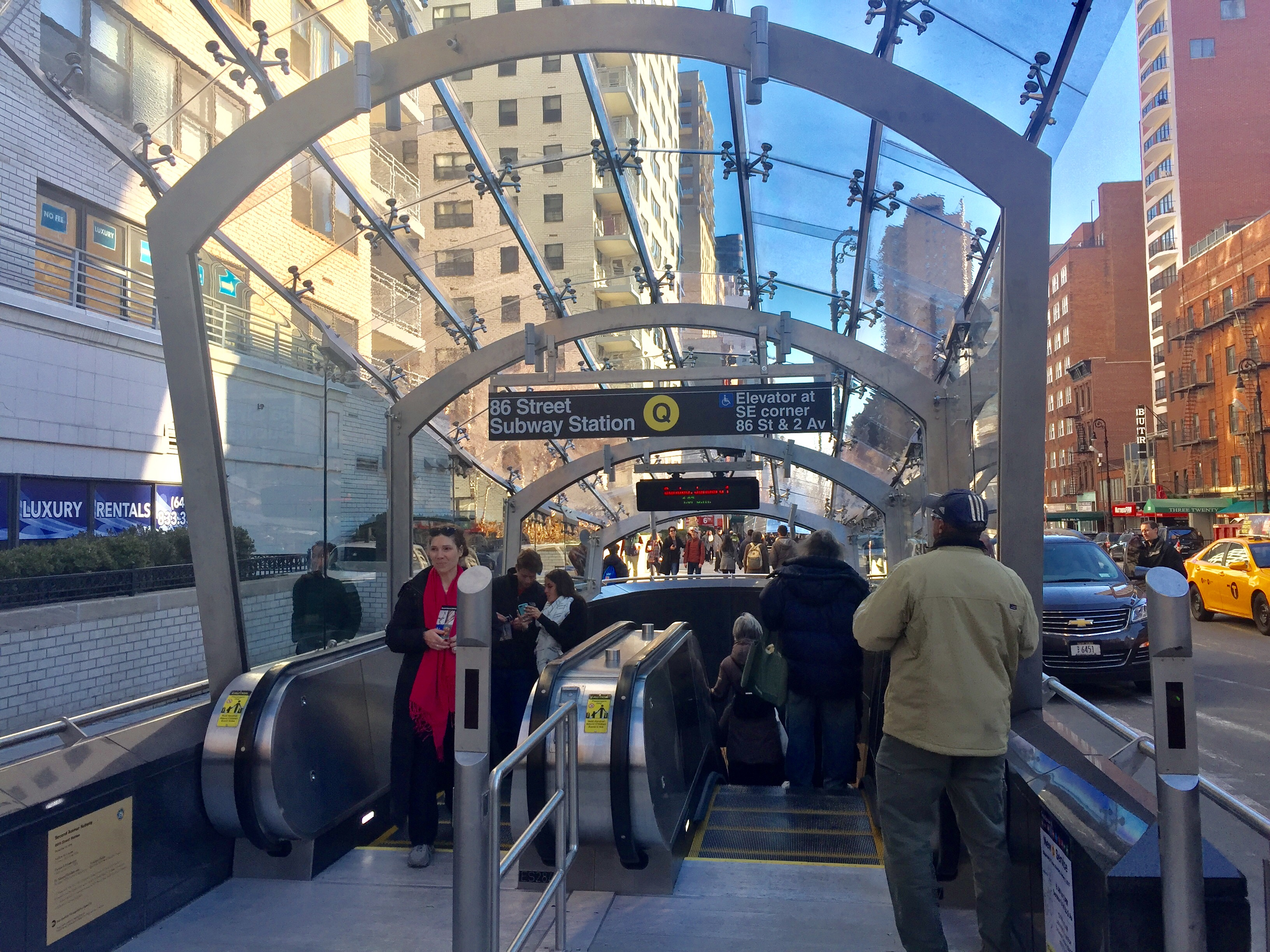
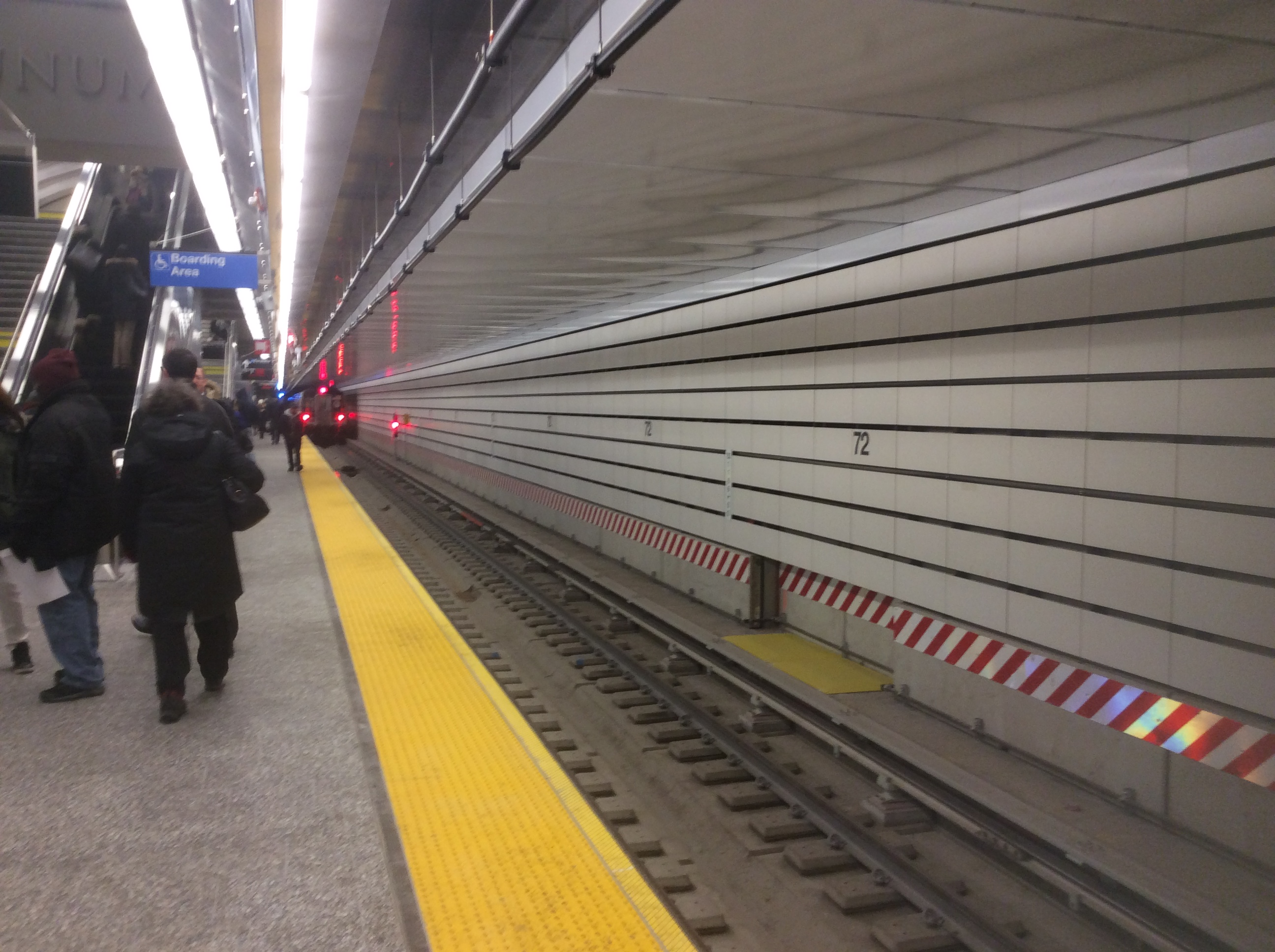
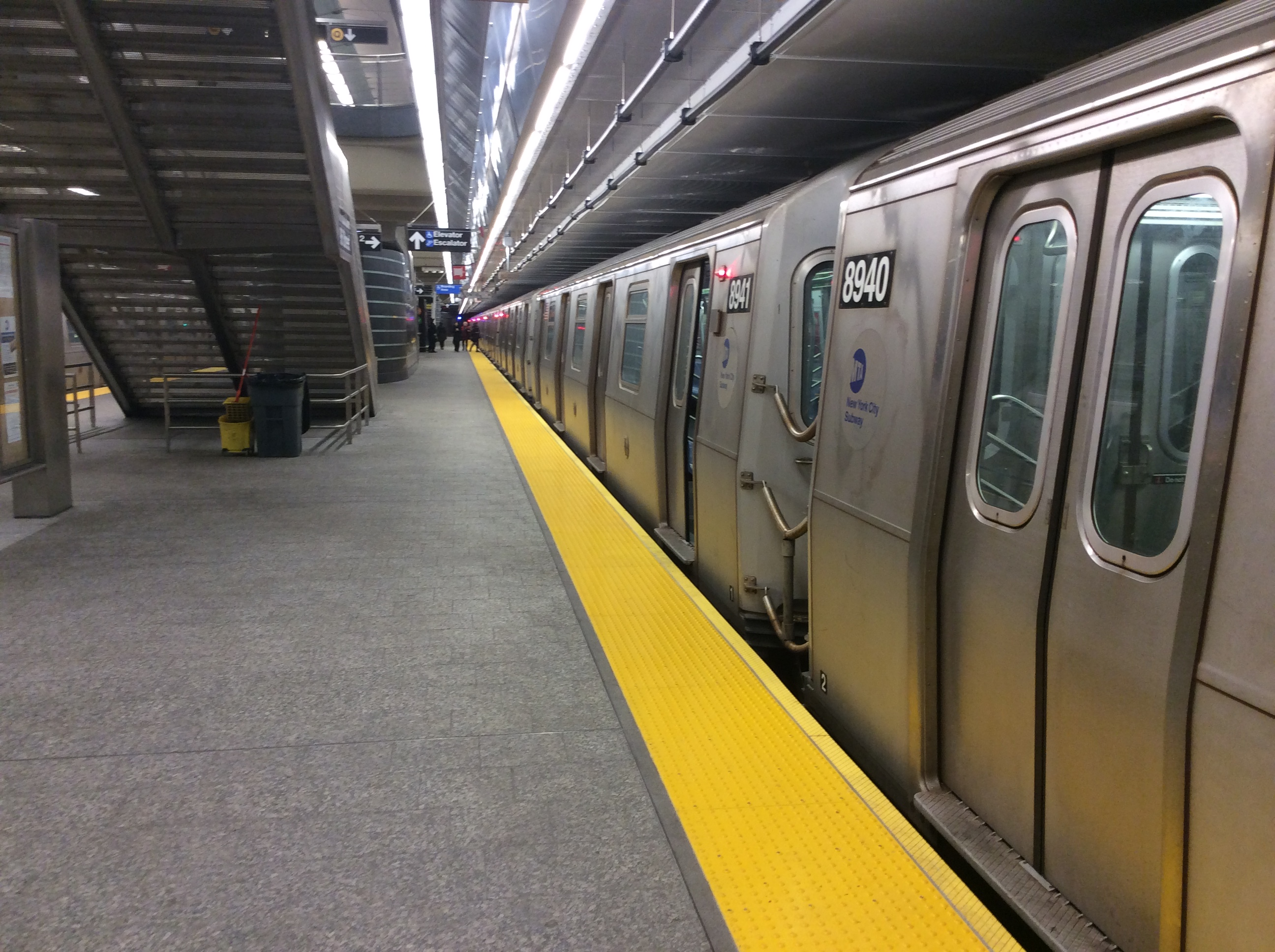
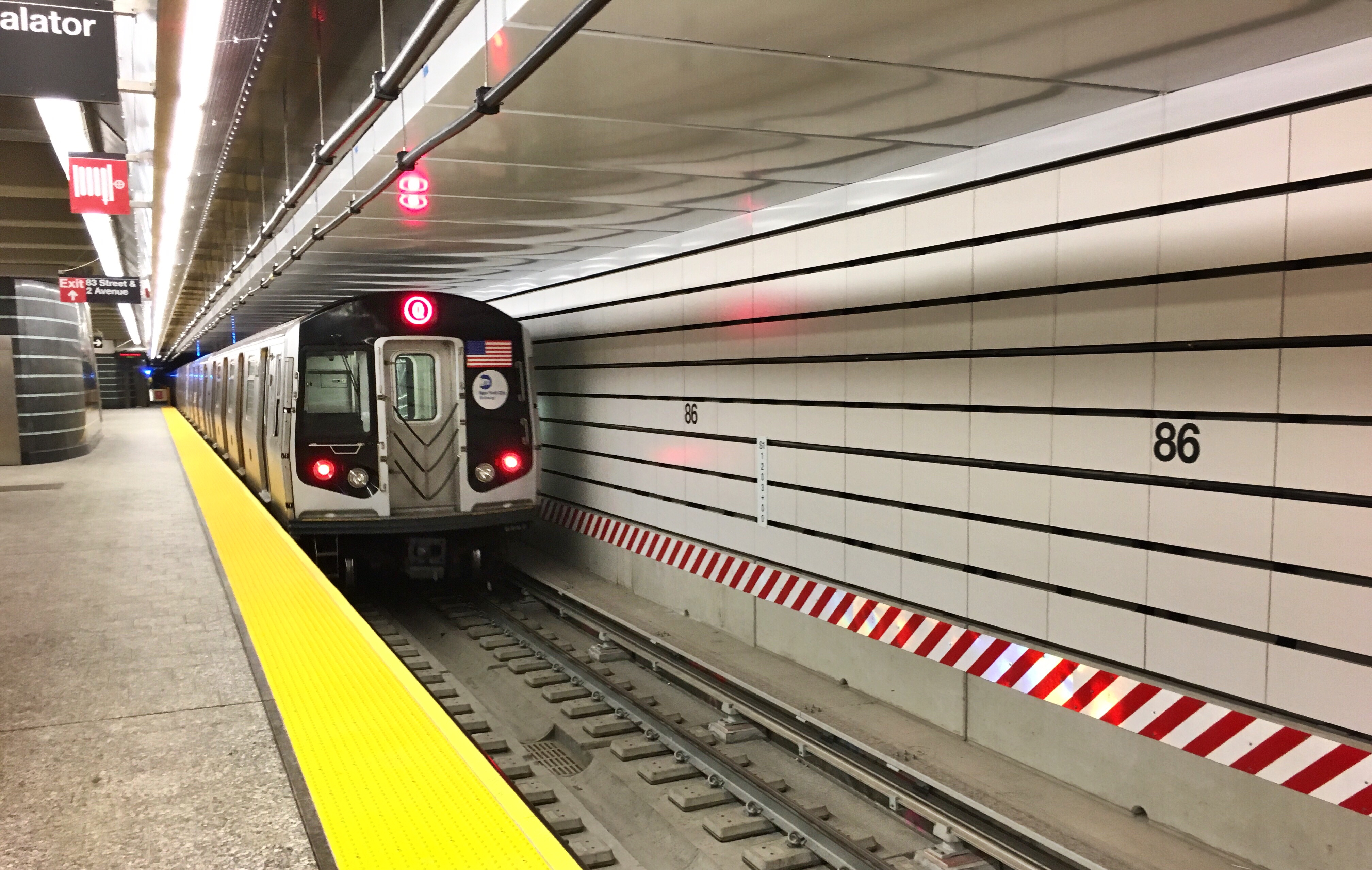